# 콘도 마가라

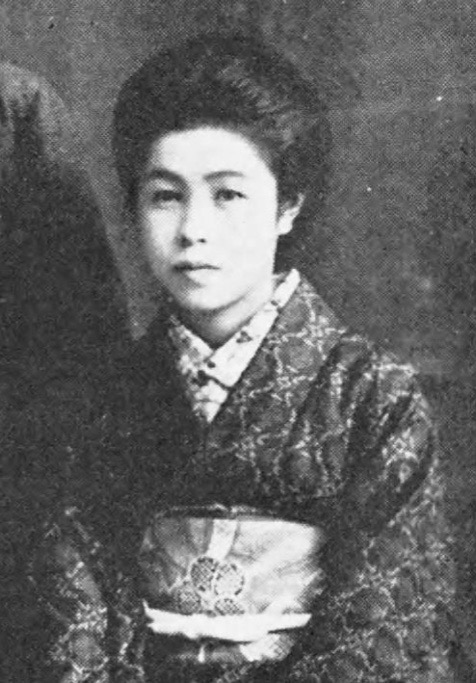

콘도 마가라(일본어: 近藤 真柄: 1903년 1월 30일 - 1983년 3월 18일)는 일본의 사회주의자, 여성운동가다. 사카이 토시히코의 딸.
18세 때 일본 최초의 사회주의 여성단체 적란회 결성에 참가했고, 결성 직후 노동절 데모를 감행하여 회원 전원이 구속되었다. 이 때 최연소 데모 참가자이자 일본 최초의 여성 데모 참가자로서 언론의 주목을 받았다. 적란회가 자연소멸하고 이듬해인 1922년 제1차 일본공산당에 입당, 오쿠 무메오 등과 함께 부인정치운동촉진회를 결성해 부인전선의 통일을 표방했다.
전후에는 일체의 정당에 속하지 않으면서 일본부인유권자동맹 회장을 지냈으며, 코토쿠 대역사건의 진상규명 요구 운동을 운동을 했다. 타카세 키요시와 결혼했지만 이혼하고 콘도 켄지와 재혼했다.
체포되어 심문받을 때나 연구자 등이 면담을 딸 때나, 평생에 단 한 번도 옛 동지를 팔거나 폄하하는 일이 없었다고 한다.